# Liste der Inhaber einer Grashof-Denkmünze

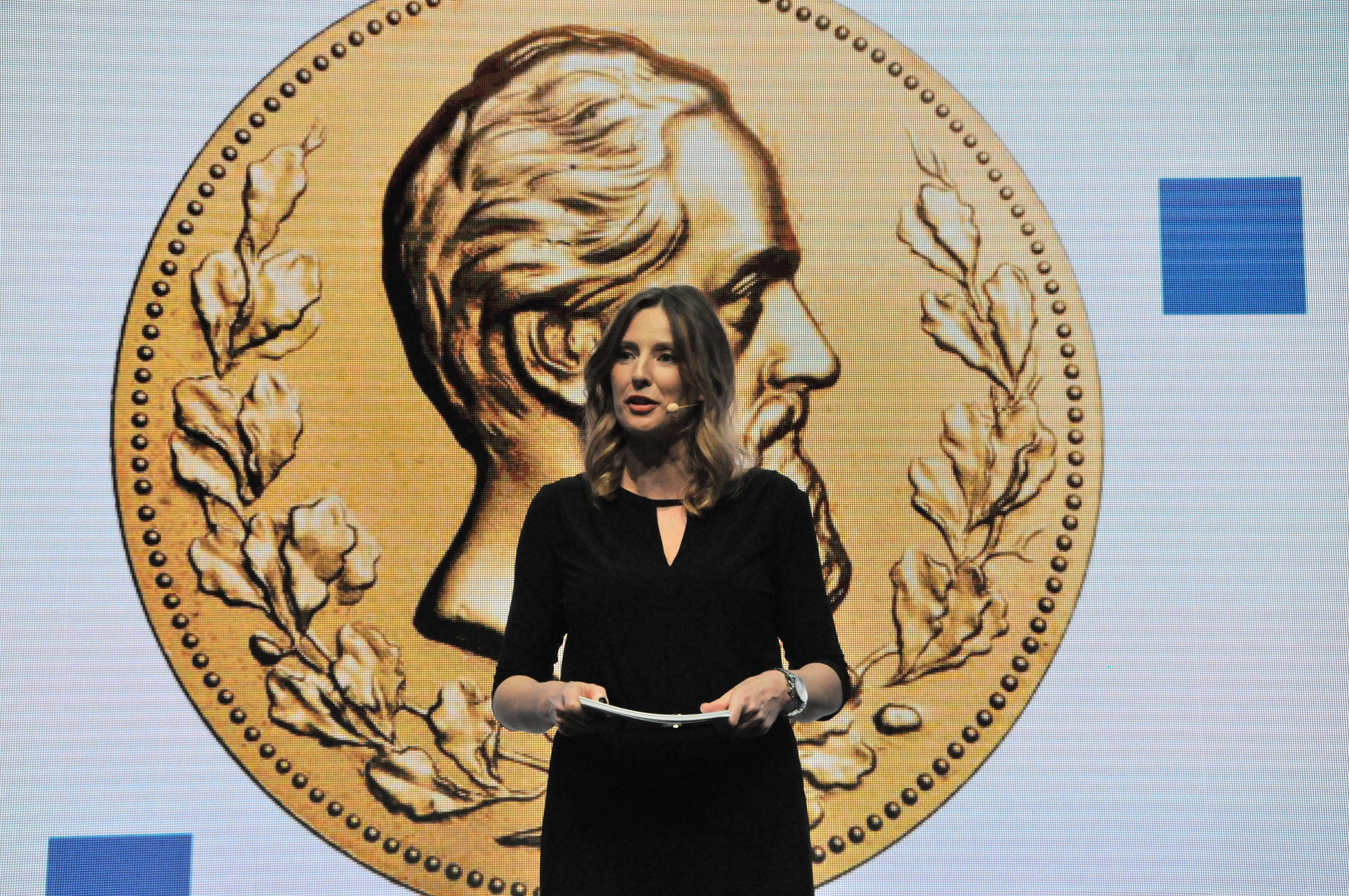
Kristina zur Mühlen bei der Verleihung der Grashof-Denkmünze auf dem Deutschen Ingenieurtag 2017 (Im Hintergrund: Vorderseite der Grashof-Denkmünze mit dem Abbild von Franz Grashof)

Die Grashof-Denkmünze ist die höchste Auszeichnung des Vereins Deutscher Ingenieure (VDI). Sie wurde 1894 zum Andenken an Franz Grashof (Mitbegründer und erster Direktor des VDI von 1856 bis 1890) gestiftet und wird als Zeichen der Anerkennung und des Dankes für hervorragende wissenschaftliche oder berufliche Leistungen auf technischem Gebiet verliehen. Die Verleihung ist nicht an das Geschlecht, an die Mitgliedschaft im VDI und nicht an die Deutsche Staatsangehörigkeit gebunden.
Die aus Gold geprägte Münze trägt auf der Vorderseite das Bildnis Franz Grashofs umgeben von einem Kranz aus Eichenlaub. Auf der Rückseite sind der Name des jeweiligen Inhabers und die Jahreszahl der Verleihung sowie die Umschrift „Verein Deutscher Ingenieure - Grashof-Denkmünze“ eingeprägt. Die Miniaturausführung ist eine verkleinerte geprägte Goldmünze auf blauer Schleife.

## Inhaber einer Grashof-Denkmünze

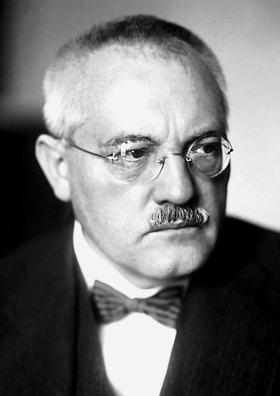
Carl Bosch (1931)

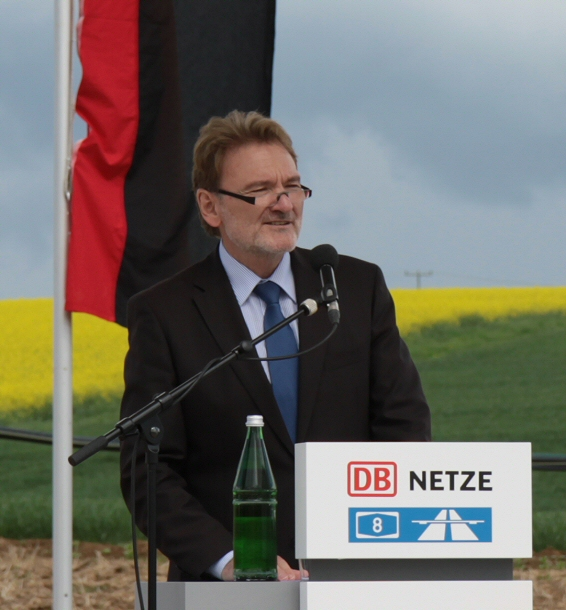
Volker Kefer (2012)

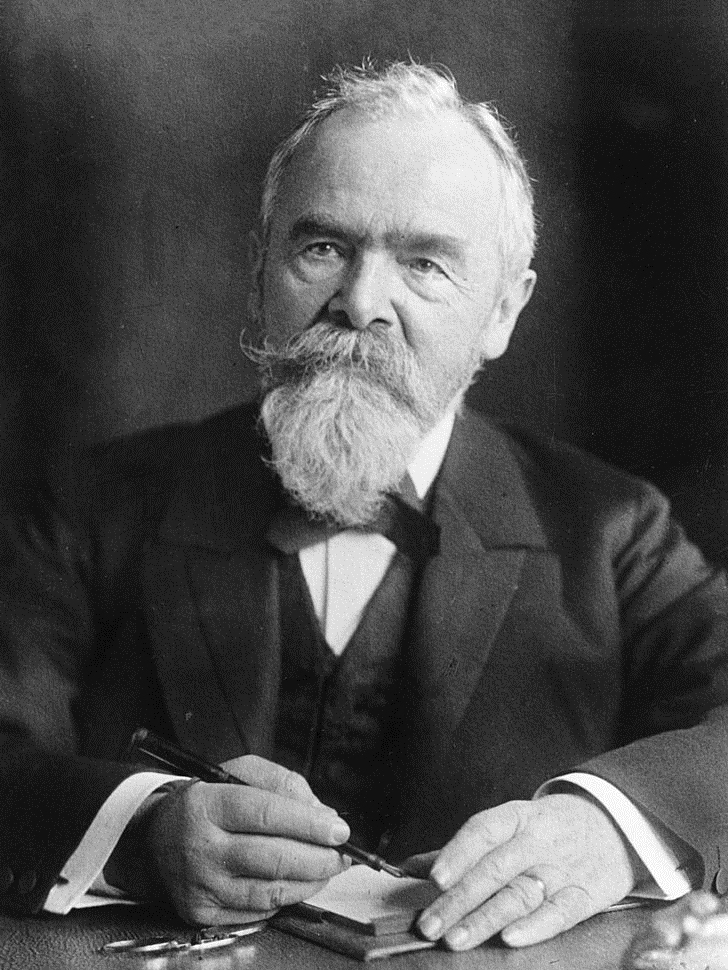
Carl von Linde (1925)

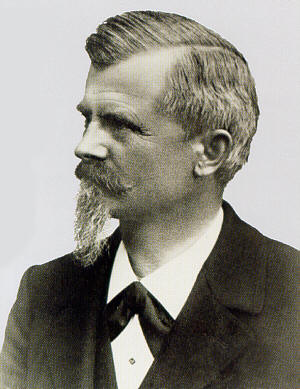
Wilhelm Maybach (um 1900)

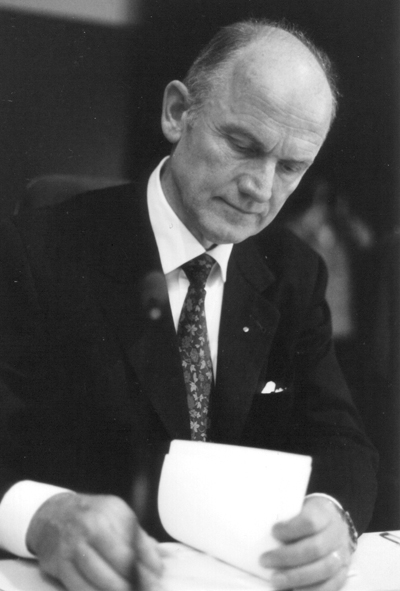
Ferdinand Piëch (2008)

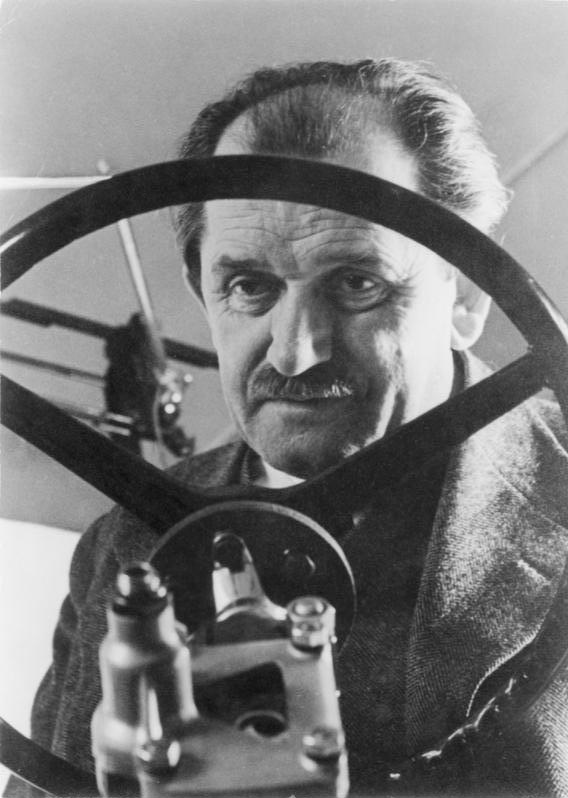
Ferdinand Porsche (1940)

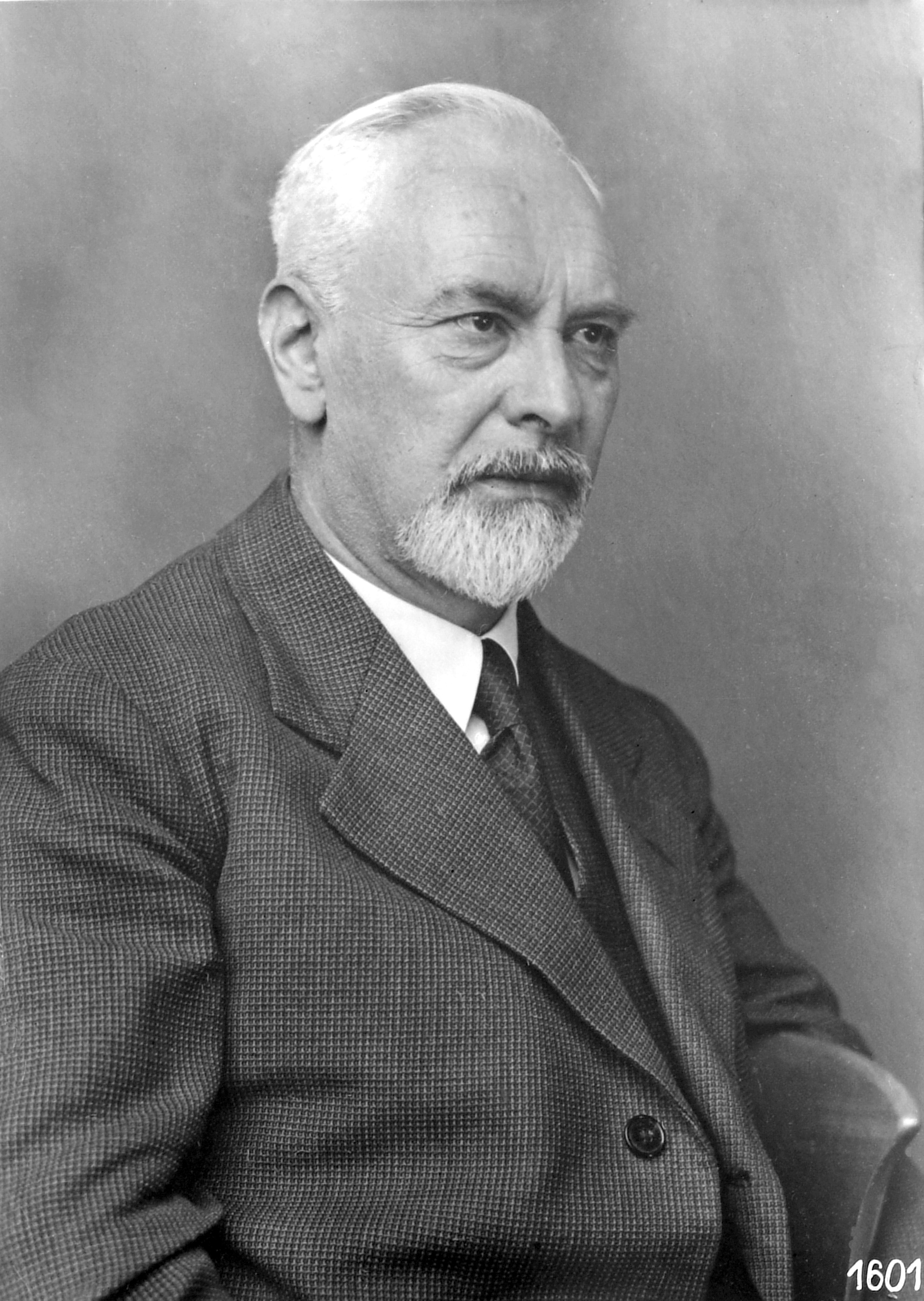
Ludwig Prandtl (1937)

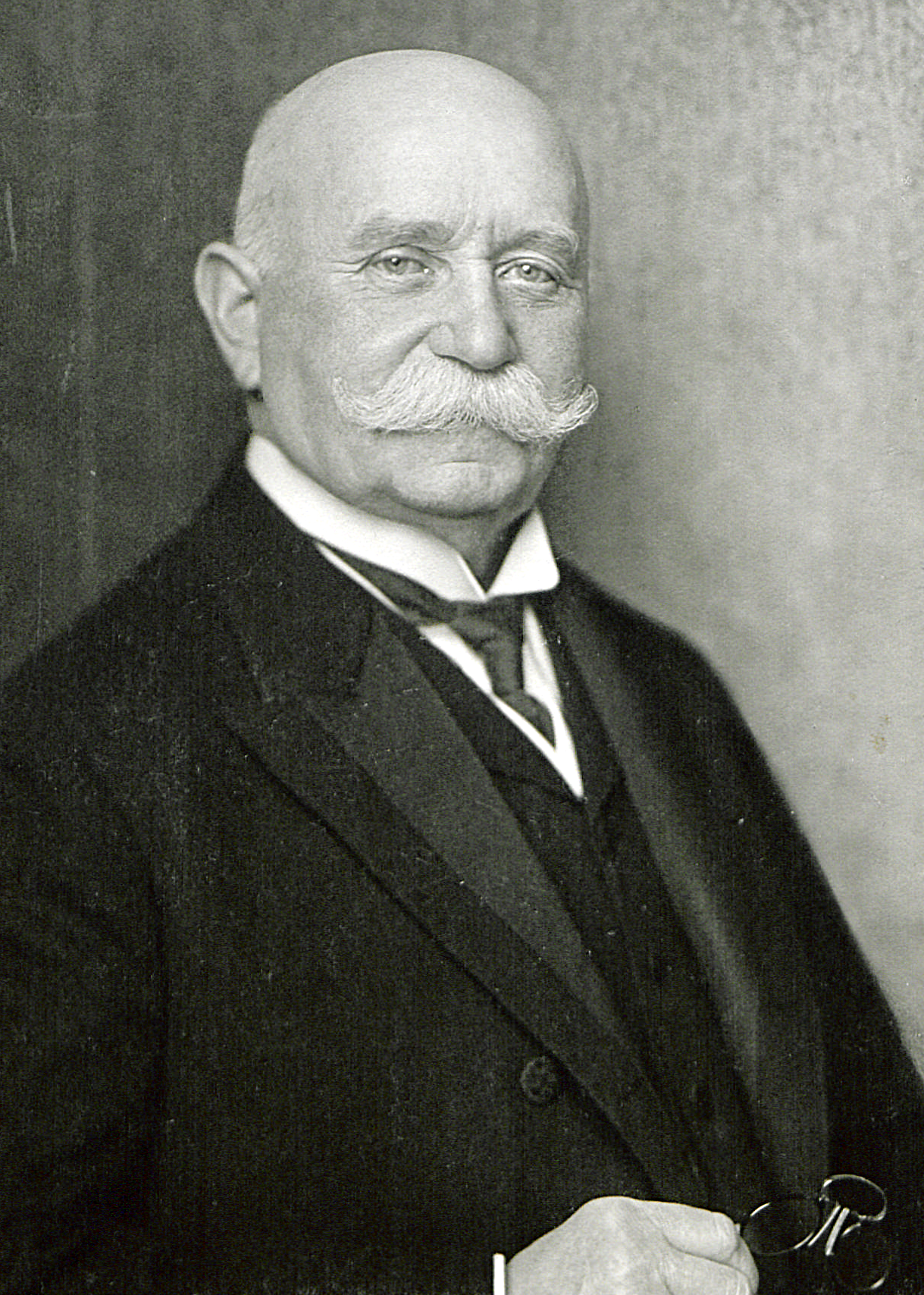
Ferdinand von Zeppelin (1917)

- Carl von Bach, verliehen 1894, deutscher Ingenieur und Hochschullehrer († 1931)
- Walther Bauersfeld, verliehen 1952,[1] deutscher Ingenieur und Physiker († 1959)
- Gerhard Wilhelm Becker, verliehen 2000, deutscher Physiker († 2012)
- Karl Becker, verliehen 1937, deutscher Ingenieur, († 1940)
- Karl Eugen Becker, verliehen 2003, deutscher Ingenieur und Honorarprofessor, († 2024)
- Hermann Blohm, verliehen 1907, deutscher Ingenieur († 1930)
- Ludwig Bölkow, verliehen 1985, deutscher Ingenieur († 2003)
- Carl Bosch, verliehen 1930, deutscher Chemiker († 1940)
- Fran Bošnjaković, verliehen 1969,[2] kroatischer Thermodynamiker († 1993)
- Bruno O. Braun, verliehen 2013,[3][4] deutscher Ingenieur
- Werner Breitschwerdt, verliehen 1985, deutscher Ingenieur († 2021)
- Georg Bretthauer, verliehen 2023, deutscher Ingenieur[5]
- Hans-Jörg Bullinger, verliehen 2011,[6][7] deutscher Arbeitswissenschaftler
- Hubertus Christ, verliehen 2005,[8] deutscher Ingenieur († 2016)
- Julius Dorpmüller, verliehen 1936, deutscher Ingenieur und Politiker († 1945)
- Max von Eyth, verliehen 1905,[9] deutscher Ingenieur und Schriftsteller († 1906)
- Klaus Federn, verliehen 1989, deutscher Hochschullehrer († 2014)
- Klaus Fischer, verliehen 2013,[4] deutscher Ingenieur
- Emil Flatz, verliehen 1958, österreichischer Ingenieur († 1989)
- Justus Flohr, verliehen 1901, deutscher Ingenieur († 1933)
- Hermann Frahm, verliehen 1926, deutscher Ingenieur († 1939)
- Herbert Gassert, verliehen 1987, deutscher Ingenieur († 2011)
- Richard Grammel, verliehen 1960,[10] deutscher Physiker († 1964)
- Peter Grassmann, verliehen 1973, deutscher Ingenieur († 1994)
- Hermann Gruson, verliehen 1894, deutscher Ingenieur († 1895)
- Heinz Max Hiersig, verliehen 1995, deutscher Ingenieur († 2005)
- Klaus Höhn, verliehen 2019,[11] deutscher Ingenieur und Hochschullehrer
- Otto Intze, verliehen 1894, deutscher Ingenieur und Hochschullehrer († 1904)
- Friedrich Jähne, verliehen 1962,[12] deutscher Ingenieur († 1965)
- Otto Johannsen, verliehen 1948,[13][14] deutscher Ingenieur und Hochschullehrer († 1954)
- Hugo Junkers, verliehen 1927, deutscher Ingenieur († 1935)
- Volker Kefer, verliehen 2017,[15] deutscher Ingenieur
- Fritz Kesselring, verliehen 1967, Schweizer Ingenieur († 1977)
- Karl Kollmann, verliehen 1983, deutscher Ingenieur und Hochschullehrer († 1988)
- Ernst Körting, verliehen 1909, deutscher Ingenieur († 1921)
- Georg von Krauß, verliehen 1896, deutscher Ingenieur († 1906)
- Bernard Krone, verliehen 2011,[16] deutscher Ingenieur
- Sabine Kunst, verliehen 2025,  deutsche Ingenieurwissenschaftlerin, Hochschullehrerin und Politikerin
- Gustav de Laval, verliehen 1904, schwedischer Ingenieur († 1913)
- Berthold Leibinger, verliehen 2009,[17] deutscher Ingenieur († 2018)
- Fritz Leonhardt, verliehen 1973, deutscher Ingenieur († 1999)
- Carl von Linde, verliehen 1897, deutscher Ingenieur († 1934)
- Fredrik Ljungström, verliehen 1956,[18] schwedischer Ingenieur († 1964)
- Hugo Luther, verliehen 1898, deutscher Ingenieur († 1901)
- Kurt Magnus, verliehen 1989, deutscher Ingenieur († 2003)
- Adolf Martens, verliehen 1911, deutscher Ingenieur († 1914)
- Peter-Paul Mauser, verliehen 1912, deutscher Ingenieur und Politiker († 1914)
- Wilhelm Maybach, verliehen 1922, deutscher Ingenieur († 1929)
- Otto Meyer, verliehen 1954,[19] deutscher Ingenieur († 1969)
- Joachim Milberg, verliehen 2000, deutscher Ingenieur
- Oskar von Miller, verliehen 1925, deutscher Ingenieur († 1934)
- Hans Heinrich Moll, verliehen 1979, deutscher Ingenieur († 2008)
- Richard Mollier, verliehen 1928, deutscher Physiker und Hochschullehrer († 1935)
- Gustav Niemann, verliehen 1966,[20] deutscher Ingenieur und Hochschullehrer († 1982)
- Wilhelm Nußelt, verliehen 1951,[21] deutscher Physiker († 1957)
- Herwart Opitz, verliehen 1967, deutscher Ingenieur und Hochschullehrer († 1978)
- Winfried Oppelt, verliehen 1971,[22] deutscher Ingenieur und Hochschullehrer († 1999)
- Gerhard Pahl, verliehen 1993, deutscher Ingenieur († 2015)
- Charles A. Parsons, verliehen 1904, britischer Ingenieur († 1931)
- Helmut Petri, verliehen 2007,[23] deutscher Ingenieur
- Maximilian Pfender, verliehen 1981, deutscher Ingenieur und Hochschullehrer († 2001)
- Ferdinand Piëch, verliehen 2003, österreichischer Ingenieur († 2019)
- Rudolf Plank, verliehen 1953,[24] deutscher Ingenieur († 1973)
- Bernhard Plettner, verliehen 1981, deutscher Ingenieur († 1997)
- Ferdinand Porsche, verliehen 1939, deutscher Ingenieur († 1951)
- Ludwig Prandtl, verliehen 1929, deutscher Ingenieur († 1953)
- Wilhelm II., verdienstfrei verliehen 1906 als Jubiläums-Denkmünze zum 50-jährigen Bestehen des VDI,[25] deutscher Kaiser und König von Preußen († 1941)
- Emil Rathenau, verliehen 1907, deutscher Ingenieur († 1915)
- Paul Reusch, verliehen 1950,[26] deutscher Ingenieur († 1956)
- Alois Riedler, verliehen 1897, deutscher Ingenieur († 1936)
- Anton von Rieppel, verliehen 1899, deutscher Ingenieur († 1926)
- Kurt Rieß, verliehen 1964, deutscher Ingenieur († 1965)
- Hermann Röchling, verliehen 1934, deutscher Ingenieur und Politiker († 1955)
- Hans Rumpf, posthum verliehen 1977, deutscher Ingenieur und Hochschullehrer († 1976)
- Siegfried Russwurm, verliehen 2025,  deutscher Ingenieur und Manager
- Karl Sachs, verliehen 1966,[20] Schweizer Ingenieur († 1980)
- Michael Schenk, verliehen 2017,[15] deutscher Ingenieur und Hochschullehrer
- Ferdinand Schichau, verliehen 1894, deutscher Ingenieur († 1896)
- Otto H. Schiele, verliehen 1993, deutscher Ingenieur († 2012)
- Hans Schimank, verliehen 1969,[2] deutscher Physiker († 1979)
- Hans Schlachter, verliehen 1987, deutscher Ingenieur und Hochschullehrer († 1990)
- Ernst Schmidt, verliehen 1956,[18] deutscher Ingenieur und Hochschullehrer († 1975)
- Wilhelm Schmidt, verliehen 1916, deutscher Ingenieur († 1924)
- Moritz Schröter, verliehen 1920, deutscher Ingenieur und Hochschullehrer († 1925)
- Maximilian Schuler, verliehen 1964, deutscher Ingenieur und Hochschullehrer († 1972)
- Rudolf Schulten, verliehen 1975, deutscher Physiker († 1996)
- Erich Siebel, verliehen 1958, deutscher Ingenieur († 1961)
- Hansjörg Sinn, verliehen 1997, deutscher Chemiker und Politiker
- Adolf Slaby, verliehen 1902, deutscher Ingenieur († 1913)
- Günter Spur, verliehen 1991, deutscher Ingenieur und Hochschullehrer († 2013)
- Aurel Stodola, verliehen 1908, ungarischer Ingenieur († 1942)
- Heinrich Sulzer-Steiner, verliehen 1900, Schweizer Ingenieur († 1906)
- August Thum, verliehen 1944,[27] deutscher Ingenieur († 1957)
- Rudolf Veith, verliehen 1915, deutscher Ingenieur († 1917)
- Richard Vieweg, verliehen 1962,[12] deutscher Physiker († 1972)
- Martin-Christoph Wanner, verliehen 2021, deutscher Ingenieur[28]
- Hans-Jürgen Warnecke, verliehen 2000, deutscher Ingenieur († 2019)
- George Westinghouse, verliehen 1913,  US-amerikanischer Ingenieur († 1914)
- Manfred Wittenstein, verliehen 2015,[29][30] deutscher Ingenieur
- August Wöhler, verliehen 1896, deutscher Ingenieur († 1914)
- Jonathan Zenneck, verliehen 1949,[31] deutscher Physiker († 1959)
- Ferdinand von Zeppelin, verliehen 1908, deutscher Ingenieur († 1917)
- Gustav Zeuner, verliehen 1895, deutscher Ingenieur († 1907)
- Carl Ziese, verliehen 1910, deutscher Ingenieur († 1917)
- Hermann Zimmermann, verliehen 1924, deutscher Bauingenieur († 1935)